# Microhyla ornata
Microhyla ornata é uma espécie de anfíbio da família Microhylidae.

## Distribuição
Esta é uma espécie difundida, ocorrendo na maior parte do sul da Ásia, incluindo o Sri Lanka. Ocorre em altitudes até 2.000 m.
Ocupa uma série de habitat, incluindo matagal de várzea, prados, terras agrícolas, pastagens e áreas urbanas. De hábito subfossorial, também é encontrado na s
erapilheira da floresta, vivendo no chão entre as folhas e gramíneas. Esta espécie é geralmente encontrada em terras baixas ou regiões montanhosas.

## Descrição
O comprimento médio para os machos é de 24 mm e para as fêmeas é de 28 mm.
Eles podem ser identificados pela típica marca em forma de seta em seu lado dorsal. Eles são geralmente de cor amarelada com manchas marrom-escuras. Esta espécie tem uma cabeça pequena, sem dentes e sem tímpano perceptível. As pontas dos dedos são espatuladas e há pouca membrana entre os dedos.